# 佐賀市立小中一貫校思斉館
佐賀市立小中一貫校思斉館（さがしりつ しょうちゅういっかんこう しせいかん）は、佐賀県佐賀市久保田町大字新田にある市立の小中一貫校。
小学部と中学部の校舎は隣接している。

## 概要
歴史
1877年（明治10年）に小学校が、1947年（昭和22年）に中学校が創立。2010年（平成22年）に統合の上、小中一貫校となった。
校名「思斉」の由来
『論語』の中の「見賢思斉焉、見不賢而内自省也」に由来。賢（けん）を見て斉（ひと）しからんことを思う、不賢（ふけん）を見ては内に自ら省みるなり。」つまり、「すぐれた人物を見たなら、努力目標にすることである。賢くない行いを見たら、自己反省の資（もと）とすることである」という意味。
校訓
「見賢思斉」（けんけんしせい）- 校名の由来と同じ。
校章
- 小中共通 - 向かい合わせてお辞儀をしている人2名と四葉のクローバーをもとに制作されている。校名は2行にわたって表記され、一行目が「思斉館」、二行目が「Shiseikan School KUBOTA SAGA」（横書き）となっている。
- 旧・小学部 - 校名の頭文字「思」の文字となっている。
- 旧・中学部 - 中央に校名の略称「思中」の文字（縦書き）を配している。

校歌
- 小学部 - 作詞は古賀残星、作曲は阿部幸明による。歌詞は4番まであり、各番の歌詞中に校名の「思斉校」が登場。
- 中学部 - 作詞は中尾理子、作曲は原岡研一による。歌詞は4番まであり、各番の歌詞中に校名の「思斉中」が登場。

通学区域
佐賀市久保田町全域。

## 沿革
前史・源流
- 1784年（天明4年） - 第11代久保田邑主（領主）、村田政致により、小路[2]に学問所「思斉館」が創立される（1788年（天明8年）とする説もある）[3]。
  - 思斉館跡 - 佐賀市久保田町大字徳万（北緯33度14分36.4秒 東経130度14分11.7秒 / 北緯33.243444度 東経130.236583度）
- 1872年（明治5年）- 学制が公布される。
- 1873年（明治6年）- 郷学、思斉館を継承して「太俣郷中小学校」の新設を佐賀県に申請。
- 1874年（明治7年）- 村内に以下の小学校が創立。
  - 「時習小学校」（久保田村）、「本立小学校」（上新ヶ江村）、「有信小学校」（下永里村）、「瑛明小学校」（久富）、「安良小学校」（徳万）、「新立小学校」（大立野）[4]

思斉小学校
- 1877年（明治10年） - 郷学思斉学館を「思斉小学校」に改称。
- 1886年（明治19年）- 小学校令施行により、尋常科（4年制）と高等科（4年制）を設置。
- 1887年（明治20年）- 大立野・久富・長里の分教場を統合。校舎を新築。
- 1889年（明治22年）
  - 4月1日 - 町村制施行により、佐賀郡4村（久保田・徳万・新田・久富）が合併の上、久保田村が発足。
  - この年 - 校舎を増築。「高等科併置 尋常思斉小学校」と改称。横江分校を設置。
- 1892年（明治25年）- 高等科を廃止の上、「思斉尋常小学校」に改称。横江分校が分離の上、新田尋常小学校として独立。久保田・嘉瀬・鍋島三ヶ村組合立青藍高等小学校が創立。
- 1901年（明治34年）- 以下の校名改称が行われる。
  - 思斉尋常小学校を「久保田第一尋常小学校」に改称。
  - 新田尋常小学校を「久保田第二尋常小学校」に改称。
- 1908年（明治41年）4月 - 改正小学校令により、尋常科（義務教育）が4年制から6年制に改められる。尋常科5年を新設。
- 1909年（明治42年）4月 - 尋常科6年を新設。
- 1912年（明治45年）- 組合立青藍高等小学校の廃止に伴い、高等科（2年制）を併置の上、「久保田第一尋常高等小学校」に改称。
- 1920年（大正9年）
  - 4月 - 久保田第一尋常高等小学校に久保田第一実業補習学校が併置される。
  - 5月 - 久保田第二尋常小学校に久保田第二実業補習学校が併置される。
- 1927年（昭和2年）4月 - 久保田第一尋常高等小学校と久保田第二尋常小学校が統合の上、「思斉尋常高等小学校」となる。現在地へ移転を完了。
- 1930年（昭和5年）- 暴風で校舎2棟が倒壊。後に復旧工事が完了。
- 1941年（昭和16年）4月1日 - 国民学校令施行により、「久保田村国民学校」と改称。尋常科を初等科に改める。
- 1942年（昭和17年）- 旧校歌を制定。作詞・作曲ともに、真島兵吉（当時の校長）による。
- 1947年（昭和22年）4月1日 - 学制改革が行われる（六・三制の実施）。
  - 国民学校初等科（6年制）が、新制小学校「久保田村立思斉小学校」（6年制）に改組・改称。
  - 国民学校高等科（2年制）が青年学校普通科とともに、新制中学校「久保田村立思斉中学校」（3年制）に改組・改称。
- 1944年（昭和29年）8月 - ジュディス台風により、床上浸水。南校舎5教室を増築。
- 1951年（昭和26年）5月 - ミルク給食を開始。
- 1956年（昭和31年）5月 - 完全給食を開始。
- 1960年（昭和35年）4月 - 北側2階建て新校舎（10教室）が完成。
- 1963年（昭和38年）12月 - 2階建て校舎を改築。
- 1965年（昭和40年）
  - 1月 - 2階建て特別教室棟が完成。
  - 4月 - 特殊学級を開設。
  - 10月 - 小中合同給食室が完成。
- 1967年（昭和42年）
  - 1月 - 講堂を改築。
  - 4月1日 - 町制施行により、「久保田町立思斉小学校」に改称。
- 1973年（昭和48年）11月 - プールが完成。
- 1977年（昭和52年）11月 - 創立100周年記念式典を挙行。
- 1979年（昭和54年）2月 - 2階建て新校舎が完成。
- 1987年（昭和62年）11月 - 新校舎が完成。
- 1988年（昭和63年）11月 - 給食室が完成。
- 1989年（平成元年）4月 - 体育館が完成。
- 1990年（平成2年）9月 - コンピュータを設置。
- 2007年（平成19年）10月1日 - 佐賀市との合併により、「佐賀市立思斉小学校」に改称。

思斉中学校
- 1947年（昭和22年）
  - 4月1日 - 学制改革により、新制中学校「久保田村立思斉中学校」が創立。
  - 5月3日 - 開校式を挙行。生徒数307名、8学級でのスタート。
- 1948年（昭和23年）- 校章を制定。
- 1949年（昭和24年）- 校歌を制定。
- 1950年（昭和25年）- 移動教室制を実施。生徒会が発足。
- 1954年（昭和29年）5月 - 講堂を改築。
- 1955年（昭和30年）3月 - 北校舎が完成。
- 1961年（昭和36年）2月 - 新校舎が完成。
- 1963年（昭和38年）9月 - ミルク給食を開始。
- 1965年（昭和40年）11月 - 完全給食を開始。
- 1967年（昭和42年）4月1日 - 町制施行により、「久保田町立思斉中学校」に改称。特殊学級を新設。
- 1969年（昭和44年）3月 - 体育館が完成。
- 1970年（昭和45年）- 小運動場を造成。
- 1972年（昭和47年）- 相撲場が完成。
- 1973年（昭和48年）
  - 3月 - 運動場が完成。
  - 11月 - 小中共用のプールが完成。
- 1976年（昭和51年）9月 - 校旗を制定。
- 1977年（昭和52年）5月 - 課外クラブ部室が完成。
- 1981年（昭和56年）- 運動場を改修。
- 1982年（昭和57年）2月 - 火災により、技術室、柔道場等を焼失。その後、技術室を新築。特別教室を改修。
- 1985年（昭和60年）11月 - 新校舎が完成。
- 1989年（平成元年）12月 - 武道館が完成。
- 1990年（平成2年）
  - 2月 - 中学校への並木道を整備。
  - 10月 - パソコン教室を設置。
- 1991年（平成3年）
  - 1月 - 卓球場が完成。
  - 11月 - 体育館・武道館・管理棟を改修。
- 1998年（平成10年）2月 - 新体育館が完成。
- 2007年（平成19年）10月1日 - 佐賀市との合併により、「佐賀市立思斉中学校」に改称。

小中一貫校
- 2010年（平成22年）4月1日 - 統合の上、「佐賀市立小中一貫校思斉館」（現校名）と改称。

## 著名な出身者
- 古賀残星[5]（本名:古賀又作）- 小学部校歌の作詞者。柔道家・詩人（文学者）。教鞭を執る傍ら、柔道の普及に努めた。佐賀県内の小学、中学校、高等学校の校歌の作詞もてがけた。
- 古賀輝希 - プロ野球選手

## 交通
最寄りの鉄道駅
- JR九州 長崎本線・唐津線 「久保田駅」

最寄りのバス停留所
- 佐賀市営バス 嘉瀬新町線 / 徳万・久保田線 「思斉館前」停留所

最寄りの幹線道路
- 佐賀県道48号佐賀外環状線 「思斉小中前」交差点
- 有明沿岸道路（佐賀福富道路）「久保田IC」

## 周辺
- 佐賀市役所久保田支所（旧・久保田町役場）
- 佐賀市立久保田公民館
- 久保田保健センター
- 佐賀市立久保田改善センター
- 久保田グラウンド
- 久保田保育園

## 参考資料
- 「久保田町史上巻 (PDF) 」（2002年（平成14年）3月31日, 久保田町）p.458～p.468 久保田の学校教育（明治） - 佐賀市ウェブサイト
- 「久保田町史上巻 (PDF) 」（2002年（平成14年）3月31日, 久保田町）p.488～p.497 久保田の学校教育（大正） - 佐賀市ウェブサイト
- 「久保田町史上巻 (PDF) 」（2002年（平成14年）3月31日, 久保田町）p.524～p.534 久保田の学校教育（昭和初期） - 佐賀市ウェブサイト
- 「久保田町史下巻 (PDF) 」（2002年（平成14年）3月31日, 久保田町）p.205～p.235 教育・文化 - 佐賀市ウェブサイト